# Rudolf Kaiser
Rudolf Kaiser (Waldsachsen, 10 settembre 1922 – Poppenhausen, 11 settembre 1991) è stato un progettista tedesco, disegnatore di alianti e collaboratore per anni dell'azienda Alexander Schleicher GmbH & Co.
Gli alianti progettati da Kaiser, riconoscibili dalla lettera K presente nella sigla di ogni aliante da lui disegnato, continuano ad essere impiegati come addestratori nelle scuole di volo a vela, ancora in grado di fornire prestazioni in linea con molti alianti di più recente costruzione. 
Nato a Waldsachsen, comune tedesco di Rödental e situato nel land della Baviera, si laureò nel 1952. La sua prima creazione fu il monoposto Ka 1 che realizzò nella propria abitazione inizialmente con il solo intento di perfezionare la tecnica costruttiva ed in seguito per conquistare la prima insegna sportiva, il brevetto C d'argento.
La sua creazione successiva fu il Ka 2, un aliante biposto, il primo creato per la Alexander Schleicher.
Per ottenere il brevetto C d'oro, progettò e costruì un nuovo veleggiatore, il Ka 6, vincitore nel 1958 per il disegno più bello.
Messo in produzione da Schleicher, diventò subito uno dei più popolari alianti classe standard, vincendo due Campionati del Mondo (1960 e 1963). Sono stati costruiti 1 368 esemplari di Ka 6 e molti di questi volano ancora oggi.
in seguito progettò: 
- Schleicher Ka 7 - biposto scuola (511 esemplari)
- Schleicher Ka 8 - monoposto (1 212 esemplari)
- Schleicher ASK 13 - biposto scuola (645 esemplari)

Il K 8 in particolare, è un monoposto con caratteristiche simili al biposto K7, e per questo è utilizzato come avvio al volo da solista per i piloti che si erano formati sul Kaiser K7. 
- Schleicher ASK 18 - monoposto
- Schleicher ASK 14 - motoaliante
- Schleicher ASK 16 - motoaliante

per poi passare a materiali moderni come la vetroresina o la fibra di carbonio utilizzata per alianti come:
- Schleicher ASK 21 - biposto scuola
- Schleicher ASK 23 - monoposto, simile ASK 21

Kaiser lasciò l'attività non appena terminata la certificazione del ASK 23, arrivato alla pensione all'età di 61 anni
| Controllo di autorità | VIAF (EN) 101276409 · GND (DE) 13954884X |